# Великие украинцы
«Великие украинцы» (укр. Великі українці) — проект  2007 года украинского телеканала «Интер» в формате «100 величайших британцев» радиостанции «Би-би-си». Ведущими были тележурналист Савик Шустер и телеведущая телеканала «Интер» Анна Гомонай.

## История
В ходе голосования, начавшегося 16 ноября 2007 года, были отобраны сто участников рейтинга. На протяжении сезона 2007 — 2008 годов на телеканале «Интер» транслировалась телепередача «Великие украинцы» в формате воскресного ток-шоу продолжительностью 1,5-3 часа.
11 апреля 2008 года по результатам голосования был опубликован список ста великих украинцев, при этом первые десять фамилий были упорядочены по алфавиту.
1. Николай Амосов
2. Степан Бандера
3. Валерий Лобановский
4. Ярослав Мудрый
5. Григорий Сковорода
6. Леся Украинка
7. Иван Франко
8. Богдан Хмельницкий
9. Вячеслав Черновол
10. Тарас Шевченко
11. Иван Мазепа
12. Роман Шухевич
13. Василий Стус
14. Михаил Грушевский
15. Виталий Кличко и Владимир Кличко
16. Владимир Великий
17. Сергей Королёв
18. Николай Гоголь
19. Андрей Шептицкий
20. Виктор Ющенко
21. Юлия Тимошенко
22. Александр Довженко
23. Владимир Ленин
24. Владимир Даль
25. Лина Костенко
26. Симон Петлюра
27. Леонид Быков
28. Петр Конашевич-Сагайдачный
29. Иван Котляревский
30. Владимир Ивасюк
31. Соломия Крушельницкая
32. Нестор Махно
33. Андрей Шевченко
34. Даниил Галицкий
35. Сергей Бубка
36. Филипп Орлик
37. Иван Кожедуб
38. Левко Лукьяненко
39. Владимир Вернадский
40. Евгений Коновалец
41. Николай Лысенко
42. Сидор Ковпак
43. Княгиня Ольга
44. Владимир Щербицкий
45. Олег Антонов
46. Евгений Патон и Борис Патон
47. Богдан Ступка
48. Иосиф Слипый
49. Михаил Булгаков
50. Владимир Бойко
51. Леонид Кравчук
52. Пётр Могила
53. Иван Сирко
54. София Ротару
55. Анатолий Соловьяненко
56. Олег Блохин
57. Лилия Подкопаева
58. Владимир Мономах
59. Николай Гринько
60. Нина Матвиенко
61. Игорь Сикорский
62. Виктор Янукович
63. Леонид Брежнев
64. Святослав Вакарчук
65. Илья Репин
66. Мария Заньковецкая
67. Иван Миколайчук
68. Василий Вирастюк
69. Иван Пулюй
70. Николай Пирогов
71. Олесь Гончар
72. Василий Симоненко
73. Михаил Коцюбинский
74. Кириченко Раиса Афанасьевна
75. Назарий Яремчук
76. Руслана Лыжичко
77. Яна Клочкова
78. Лесь Курбас
79. Петр Симоненко
80. Константин-Василий Острожский
81. Роксолана
82. Павел Скоропадский
83. Алексей Стаханов
84. Екатерина Белокур
85. Иван Богун
86. Василий Сухомлинский
87. Антон Макаренко
88. Петр Калнышевский
89. Николай Ватутин
90. Олег Скрипка
91. Иван Поддубный
92. Илья Мечников
93. Никита Хрущёв
94. Елена Телига
95. Олег Кошевой
96. Остап Вишня
97. Дмитрий Вишневецкий
98. Святослав Храбрый
99. Виктор Глушков
100. Неизвестный солдат

На протяжении следующих недель на телеканале «Интер» были показаны документальные фильмы об участниках из первой десятки рейтинга, ведущими которых стали известные публичные личности.
| Номер фильма | Великий украинец    | Ведущий фильма     |
| ------------ | ------------------- | ------------------ |
| 1            | Николай Амосов      | Виталий Коротич    |
| 2            | Степан Бандера      | Вахтанг Кипиани    |
| 3            | Валерий Лобановский | Леонид Кравчук     |
| 4            | Григорий Сковорода  | Остап Ступка       |
| 5            | Леся Украинка       | Роман Виктюк       |
| 6            | Иван Франко         | Святослав Вакарчук |
| 7            | Богдан Хмельницкий  | Дмитрий Корчинский |
| 8            | Вячеслав Черновол   | Тарас Черновол     |
| 9            | Тарас Шевченко      | Богдан Ступка      |
| 10           | Ярослав Мудрый      | Дмитрий Табачник   |

17 мая 2008 года, вновь по результатам зрительского голосования была упорядочена составленная ранее первая десятка рейтинга программы:
1. Ярослав Мудрый
2. Николай Амосов
3. Степан Бандера
4. Тарас Шевченко
5. Богдан Хмельницкий
6. Валерий Лобановский
7. Вячеслав Черновол
8. Григорий Сковорода
9. Леся Украинка
10. Иван Франко